# أرض الإله
أرض الإله هي الرواية الخامسة للكاتب المصري أحمد مراد. صدرت طبعتها الأولى في أبريل (نيسان) عام 2016. الرواية من الأدب التاريخي، وهي الثانية من هذا النوع لأحمد مراد بعد رواية 1919. تقع الرواية في حوالي 400 صفحة من القطع المتوسط، وصدرت عن دار الشروق.
تدور أحداثها قبل ميلاد المسيح بـ 250 عاماً، أثناء حكم البطالمة لمصر، بطلها كاهن شاب يدعى «كاي» يواجه مؤامرة يحيكها رئيس الخاصة الملكية، اليهودي «مردخاي»، بشأن طمس وتزوير التاريخ المصري، لصالح مطامع يهودية في مصر.

## عن القصة
تسلط الرواية الضوء على العديد من الحقائق التي غابت عن الأذهان عن التاريخ المصري القديم الذي تعرض للتزييف. وتلفت الانتباه إلى العديد من الحقائق التاريخية التي لم يتوقف العقل عندها لحظة. مثل أن (فرعون) الذي ذُكر في القرآن ليس لقب أو منصب، وإنما اسم شخص. مثله مثل أسماء كـ (هامان) و (قارون). فإذا جاء ذكر أعوانه بأسمائهم المجردة المباشرة، فلماذا الافتراض أن (فرعون) ذُكر بمنصبه أو لقبه دون اسمه؟ ملاحظة جيدة.
بالاضافة إلى ذلك، تلقي الرواية الضوء بشكل مركزّ على عقيدة المصريين، وتؤكد على أنهم ليسوا بمشركين أو عُبَّاد أصنام، وإنما موحدين على ملة النبي إدريس (الذي سُمي في التاريخ الفرعوني أوزوريس)، ولأجل تعظيمه تم إقامة التماثيل له، والمعابد التي تحكي قصته وقصة توحيده لرب الأرض والسماوات، وقصة صراعه مع أخيه “ست” مبعوث الشر، وناشر الفساد. المصريون في رواية أرض الإله اسمهم الجيبتيون وليس المصريون، وأرضهم اسمها (إيجيبت). وهم أصحاب أرض النيل والدلتا وكذلك أرض الفيروز (سيناء).
كما جاءت الرواية على ذكر اليهود، حسب زمن الرواية عام 250 قبل الميلاد، ويصفهم – بمحاولة تزييف التاريخ بإخفاء ما قاموا به مع النبي موسى، والادعاء بأنهم شعب الله المختار، والسعي الدؤوب للاستيلاء على حكم مصر من خلال خطة محكمة، تلمس تفاصيلها في الرواية.

## كاتب الرواية
أحمد مراد، كاتب ومصور ومصمم جرافيك. من مواليد القاهرة عام 1978م. تخرج من مدرسة «ليسيه الحرية» قبل أن يلتحق بالمعهد العالي للسينما قسم التصوير السينمائي، تخرج عام 2001م ونالت أفلام تخرجه «الهائمون - الثلاث ورقات - وفي اليوم السابع» جوائز للأفلام القصيرة في مهرجانات بإنجلترا وفرنسا وأوكرانيا. صدرت له رواية «فيرتيجو» (2007م)، وتُرجمت الي الإنجليزية والفرنسية والإيطالية وتم تحويلها الي مسلسل عام 2012م. وصدر له رواية «تراب الماس» عن دار الشروق (2010م) التي تُرجمت الي الإيطالية، بالإضافة الي رواية «الفيل الأزرق» (2012م).

## وصلات خارجية
- صفحة رواية أرض الإله على موقع جود ريدز